# Emicorporectomia
L'emicorporectomia è una procedura di chirurgia radicale in cui si amputa la parte di corpo al di sotto della vita, recidendo la colonna vertebrale all'altezza della zona lombare. Questa procedura rimuove le gambe, gli organi genitali (sia quelli interni che quelli esterni), le ossa pelviche, l'ano, il retto e buona parte dell'apparato urinario. Considerata l'enorme menomazione da essa causata, questa tecnica è considerata solo come ultima risorsa per quei pazienti affetti da gravi malattie potenzialmente fatali quali osteomieliti e tumori o gravi traumi e piaghe da decubito incurabili riguardanti la regione del bacino.
Ad oggi, in letteratura medica sono state riportate solo poche dozzine di casi di emicorporectomia.
Occorre dire che, per quanto ormai generalmente accettato, il nome di questa procedura non è lessicalmente corretto. Con il prefisso emi-, infatti, ci si riferisce generalmente a una delle due parti, destra o sinistra, del corpo (vedasi ad esempio l'uso che se ne fa nel termine emiplegia) e non ad una delle due parti di un corpo tagliato longitudinalmente. Per riflettere più fedelmente la natura di questa procedura, essa dovrebbe in effetti essere chiamata "paracorporectomia".

## Utilizzo medico
L'emicorporectomia è spesso effettuata per trattare tumori in diffusione della colonna vertebrale o delle ossa del bacino. Altre ragioni possono essere traumi riguardanti la cintura (o anello) pelvica (la cosiddetta "frattura di bacino a libro aperto"), ascessi inarrestabili o ulcere della regione pelvica (causanti sepsi) o altre condizioni localmente incontrollabili. Tale tecnica è anche usata laddove anche con l'esenterazione pelvica non si riesce a rimuovere una quantità sufficiente di tessuti.

## Procedura
Anche se talvolta può essere effettuata con un singolo intervento, generalmente l'emicorporectomia è portata avanti in due fasi. La prima fase consiste nella creazione di una discontinuità nell'apparato escretore attraverso la realizzazione di una colostomia e di un condotto ileale, mentre la seconda fase consiste nell'amputazione.

## Considerazioni
Con la rimozione di quasi metà del sistema circolatorio, occorre tenere attentamente sotto controllo l'attività cardiaca mentre viene sviluppato un nuovo set-point della pressione arteriosa.
La rimozione di una larga parte del colon può portare ad una mancanza di elettroliti. Allo stesso modo, sistemi per valutare il livello della funzionalità renale, come la formula di Cockcroft-Gault, non risultano più validi per riflettere l'effettiva attività del rene, poiché tali sistemi sono stati sviluppati per pazienti in cui il sistema circolatorio è correlato al peso corporeo, condizione che non si viene più a verificare in una persona reduce da un'emicorporectomia.

## Riabilitazione
Perché un paziente ritorni ad una vita normale, che naturalmente implica comunque l'utilizzo di una sedia a rotelle, è necessaria una grande operazione di fisioterapia e terapia occupazionale. La progettazione di una protesi per la parte di corpo mancante risulta piuttosto ardua, dato che, a meno che non ne sia stata lasciata appositamente una parte, generalmente non rimane niente della muscolatura della cintura pelvica.

## Emicorporectomia traumatica
Molti pronto soccorso hanno protocolli secondo i quali essi sono tenuti a non fornire supporto a pazienti che hanno già subito una grave bisezione, ossia una emicorporectomia de facto. Uno studio riguardante 267 pazienti che avevano subito gravi amputazioni o traumi penetranti, seguiti da un arresto cardiocircolatorio, ha rivelato che solo sette di questi erano sopravvissuti per un lungo periodo e che solo due di questi avevano recuperato le loro facoltà neurologiche. Al di là della bassa probabilità di sopravvivere ad un simile trauma (anche nel breve periodo), anche un'emicorporectomia d'urgenza ha poche probabilità di successo a meno che il paziente non abbia una maturità emotiva e psicologica sufficiente a fronteggiare la sua nuova condizione e forza di volontà e resistenza fisica tali da sopportare l'intensiva fase riabilitativa a cui dovrà sottoporsi.
Sia i pronto soccorso che i servizi di soccorso hanno spesso particolari regole circa il supporto a questi pazienti. Il National Health Service britannico, per esempio, nel suo documento "Policy and Procedures for the Recognition of Life Extinct" descrive l'emicorporectomia traumatica, così come la decapitazione, come "inequivocabilmente associata alla morte", considerando un simile trauma "incompatibile con la vita". La National Association of EMS Physicians (NAEMSP) e l'American College of Surgeons Committee on Trauma (COT) hanno invece emesso procedure in cui permettono al personale di soccorso presente sulla scena di decidere se il paziente sia da considerare non rianimabile.
In un caso documentato nell'Archives of Emergency Medicine del 1989, una donna che aveva subito una completa emicorporectomia traumatica dopo essere stata investita da un treno, era arrivata in ospedale "pienamente cosciente" e "pienamente conscia del suo trauma, tanto da richiedere un pronto trattamento". Sebbene la paziente fosse stata stabilizzata e sottoposta a un'operazione d'urgenza della durata di tre ore, essa morì circa due ore dopo a causa di ipovolemia e aritmia cardiaca.

## Protesi
A seguito di un'emicorporectomia i pazienti utilizzano una protesi a forma di tazza. Le prime di queste protesi presentavano importanti problemi di pressione per i pazienti, ma le nuove versioni utilizzano una serie di cuscini in gomma gonfiabili per distribuire la pressione a seconda dei movimenti di chi le indossa. Due aperture nella parte frontale della protesi garantiscono lo spazio per la sacca da colostomia e per il condotto ileale.

## Storia
Lo sviluppo della chirurgia ha avuto una rapida accelerazione durante la seconda guerra mondiale. In tale contesto, infatti, traumi prima raramente riscontrabili diventarono invece piuttosto comuni a causa della sempre più moderna artiglieria. Ciò richiedeva azioni chirurgiche d'emergenza piuttosto dirette e conseguentemente richiese anche lo sviluppo di nuove tecniche. Come B. E. Ferrara scrisse in un suo articolo riassuntivo sull'emicorporectomia:
(B. E. Ferrara, 1990)
Il primo a proporre questa operazione fu, nel 1951, Frederick E. Kredel durante la discussione di un articolo riguardante l'esenterazione pelvica. La prima emicorporectomia fu tentata nel 1960 da Charles S. Kennedy ma il paziente morì undici giorni dopo. I chirurghi statunitensi J. Bradley Aust (1926-2010) e Karel B. Absolon (1926-2009) portarono a termine con successo la prima emicorporectomia non d'urgenza nel 1961, in Minnesota.